# Hyperolius viridis
Espèce
Statut de conservation UICN

 LC  : Préoccupation mineure
Hyperolius viridis est une espèce d'amphibiens de la famille des Hyperoliidae.

## Répartition
Cette espèce se rencontre :
- dans le sud-ouest de la Tanzanie ;
- dans le nord du Malawi.

## Publication originale
- Schiøtz, 1975 : The Treefrogs of Eastern Africa. Copenhagen, Steenstrupia, p. 1–232.